# Ljusveckan 1938
Ljusveckan arrangerades 1938 av Stockholms stad tillsammans med Ljuskultur. Mellan den 27 augusti och 4 september 1938 lystes flera viktiga byggnader och monument i staden upp. Belysningsinstallationerna tändes varje kväll, mellan solnedgången och midnatt.
Ljusveckans belysningsarrangemang omfattade fasaderna på Stockholms slott, Jakobs kyrka, Nationalmuseum och Amiralitetshuset. Promenadstråken och träden på Skeppsholmen och omkring Kungsträdgården lystes också upp. Belysningen bestod främst av glödlampor, men natriumlampor och kvicksilverlampor förekom också.
Ljusveckan väckte kritik. Den 3 september 1938 skrev Gotthard Johansson på Svenska Dagbladet att ljusveckan var "ljusbarbari". Johansson menade att belysningen på fasaderna och gatorna i staden hade skötts dåligt, och att arrangörerna saknade den kompetens som krävdes för att framhäva arkitekturens estetiska värde på ett rättvist sätt.